# Escritório das Nações Unidas em Genebra

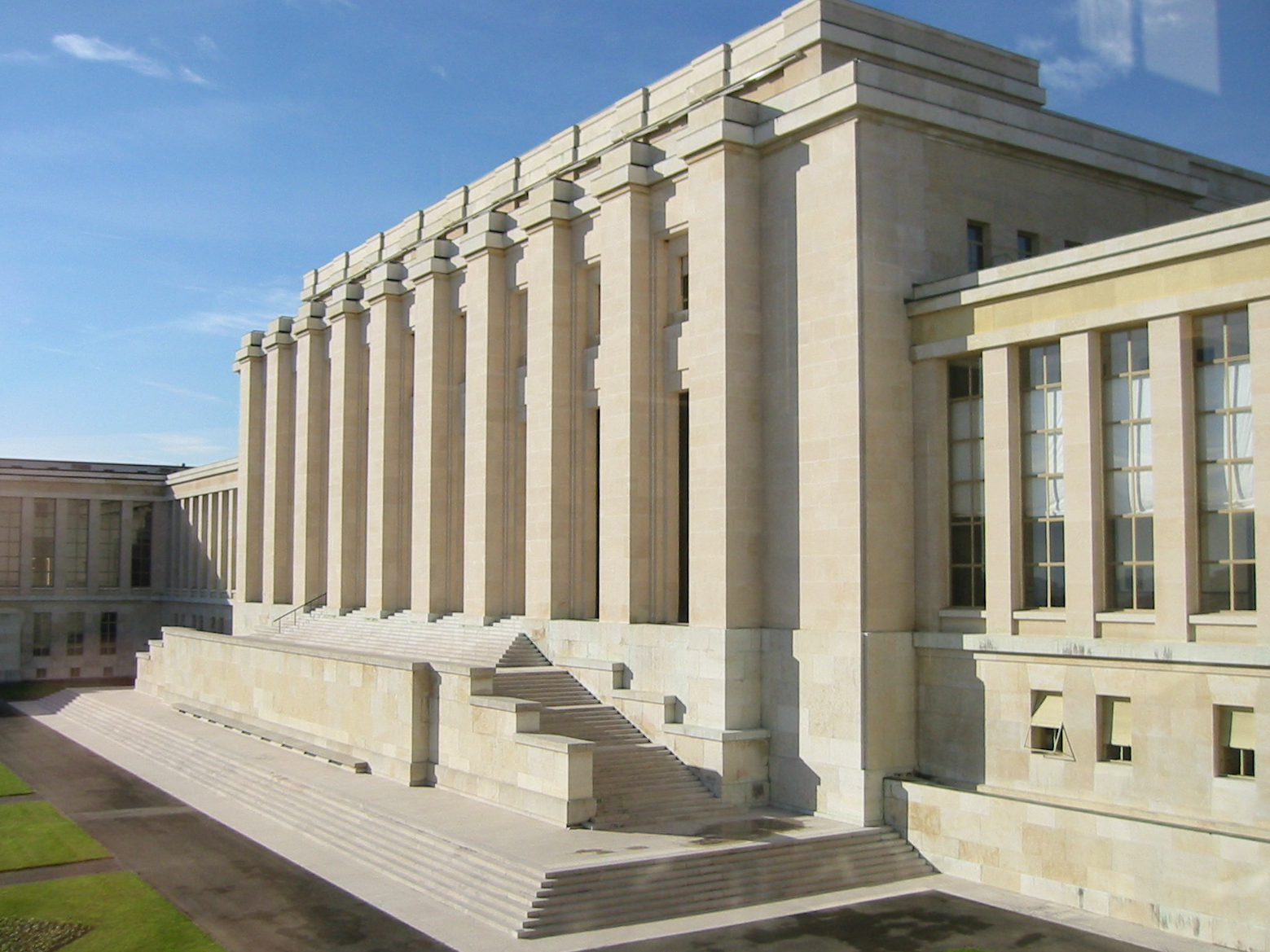
Palais des Nations, principal edifício do Escritório das Nações Unidas em Genebra. Só em 2012, o Palácio das Nações foi sede de mais de 10 000 reuniões intergovernamentais.

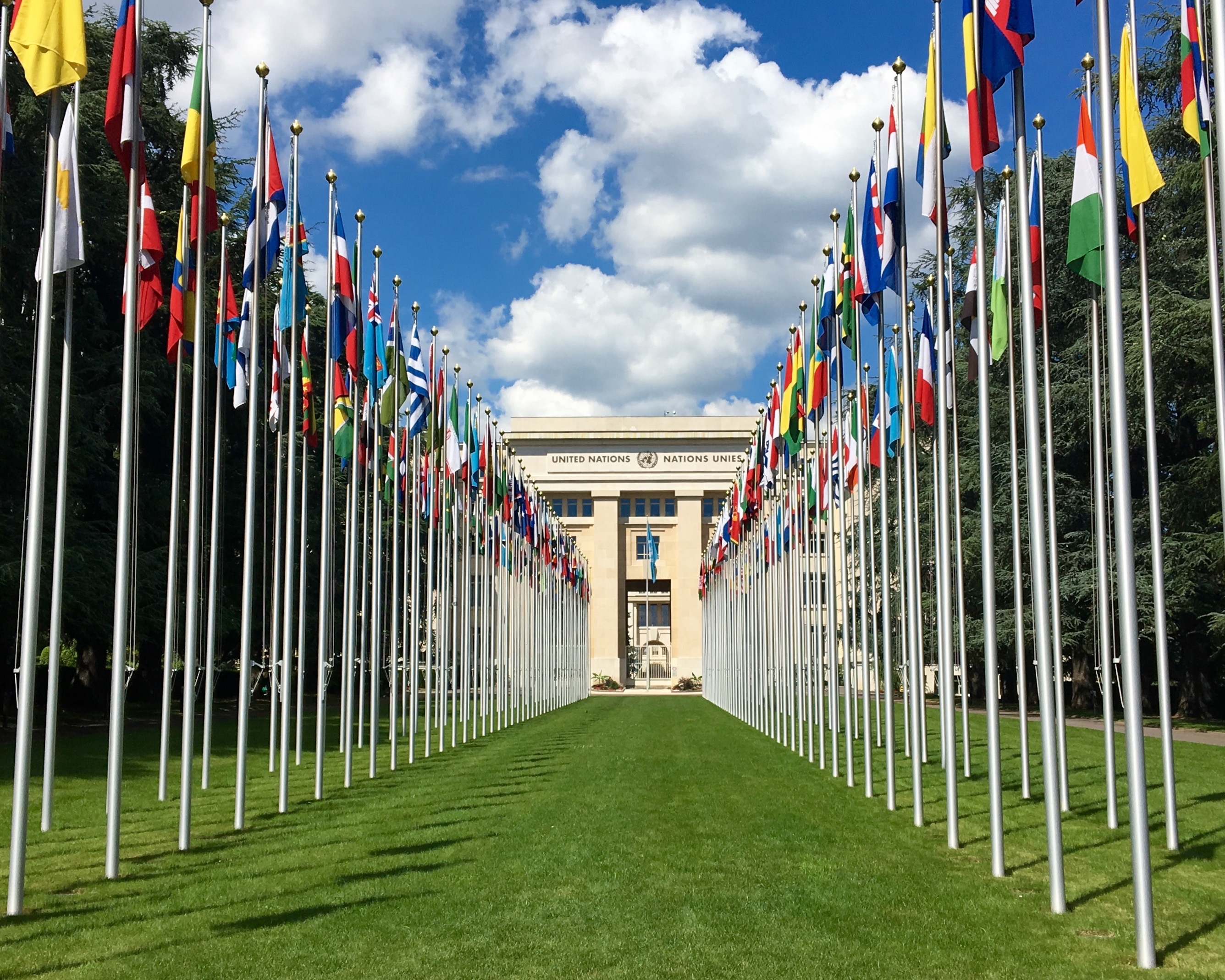
O Allée des Nations, com as bandeiras dos países-membros

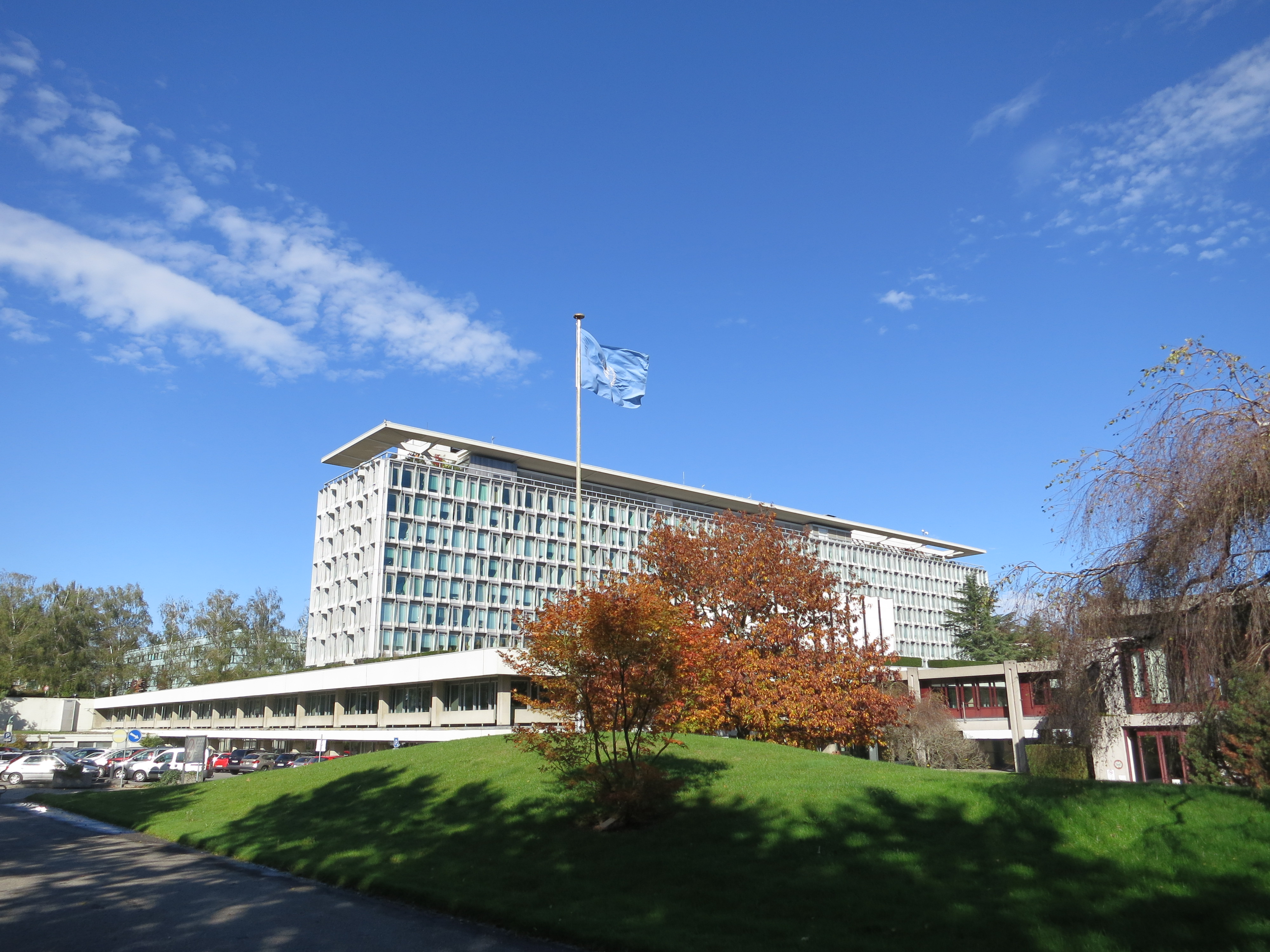
A sede da Organização Mundial da Saúde

O Escritório das Nações Unidas em Genebra (UNOG, na sigla em inglês) é a segunda maior das quatro principais sedes das Nações Unidas (a primeira é a sede das Nações Unidas em Nova Iorque). Está localizado no Palácio das Nações (Palais des Nations), edifício construído para a Liga das Nações, entre 1929 e 1938, em Genebra, na Suíça, e se expandiu no início da década de 1950 e o final da década de 1960.
Além da administração das Nações Unidas, o complexo também abriga os escritórios para várias organizações e programas, tais como a Conferência das Nações Unidas sobre Comércio e Desenvolvimento (UNCTAD), o Escritório das Nações Unidas para a Coordenação de Assuntos Humanitários (OCHA) e a Comissão Econômica das Nações Unidas para a Europa (ECE).
As Nações Unidas e suas agências especializadas, programas e fundos têm outros escritórios ou funções hospedados fora do Palácio das Nações, normalmente em espaços cedidos pelo Governo Suíço.
Agências especializadas da ONU e de outras entidades da ONU, com escritórios em Genebra, mantêm sessões de informações no Palácio das Nações, organizadas pelo Serviço de Informações das Nações Unidas, em Genebra.

## Agências constituintes
Com sede em Genebra:
- Organização Internacional do Trabalho
- Organização Mundial do Comércio (não faz parte do sistema ONU)
- União Internacional de Telecomunicações
- Programa conjunto das Nações Unidas sobre HIV/AIDS
- Escritório do Alto Comissariado das Nações Unidas para os Direitos Humanos
- Sistema das Nações Unidas
- Conferência das Nações Unidas sobre Comércio e Desenvolvimento
- Comissão Econômica das Nações Unidas para a Europa
- Alto Comissariado das Nações Unidas para os Refugiados
- Conselho de Direitos Humanos das Nações Unidas (ver também Comissão das Nações Unidas sobre Direitos Humanos)
- Escritório das Nações Unidas para a Coordenação de Assuntos Humanitários
- Instituto de Pesquisa das Nações Unidas para o Desenvolvimento Social
- Organização Mundial da Saúde
- Organização Mundial da Propriedade Intelectual
- Organização Meteorológica Mundial
- Centro Internacional de Computação
- Comissão de Compensação das Nações Unidas
- Conferência sobre Desarmamento
- Departamento Internacional de Educação
- Instituto das Nações Unidas para Formação e Pesquisa
- Instituto de Pesquisa das Nações Unidas sobre Desarmamento
- Serviço das Nações Unidas para Coordenação de Organizações Não-Governamentais
- Escritório das Nações Unidas sobre Esporte para o Desenvolvimento e a Paz
- Unidade de Inspeção Conjunta

Presença em Genebra:
- Agência Internacional de Energia Atômica (sede em Viena)
- Programa das Nações Unidas para o Meio Ambiente (sede em Nairóbi)
- Organização das Nações Unidas para a Educação, a Ciência e a Cultura (sede em Paris)
- Organização das Nações Unidas para o Desenvolvimento Industrial (sede em Viena)
- Programa Alimentar Mundial (sede em Roma)
- Organização Mundial de Turismo (sede em Madrid)

## Diretor-geral

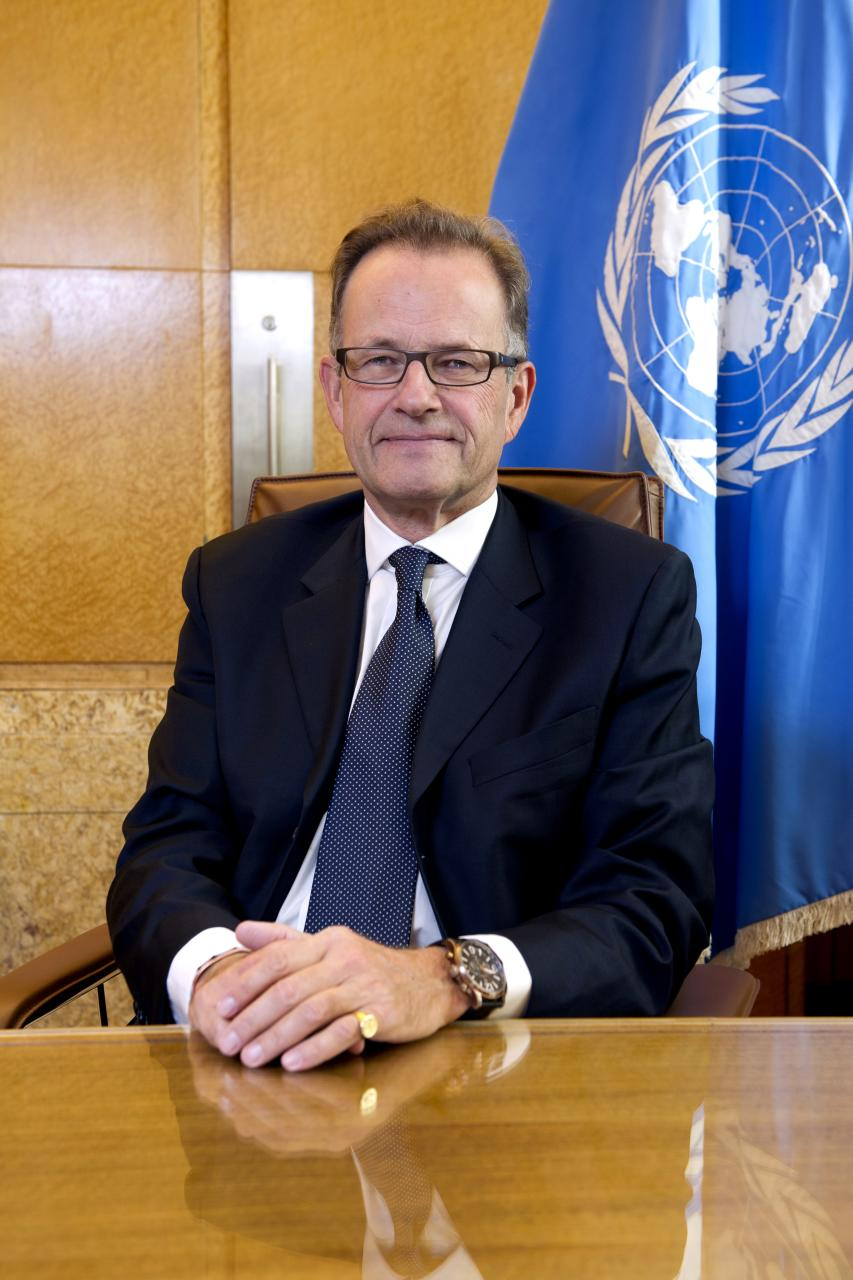
Michael Møller, Dinamarca, Diretor-Geral desde 2013.

1. Wladimir Moderow, Polónia, 1946-1951
2. Adriaan Pelt, Holanda, 1952-1957
3. Pier Pasquale Spinelli, Itália, 1957-1968
4. Vittorio Winspeare-Guicciardi, Itália, 1968-1978
5. Luigi Cottafavi, Itália, 1978-1983
6. Eric Suy, Bélgica, 1983-1987
7. Jan Mårtenson, Suécia, 1987-1992
8. Antoine Blanca, França, 1992-1993
9. Vladimir Petrovsky, Rússia, 1993-2002
10. Sergei Ordzhonikidze, Rússia, 2002-2011
11. Kassym-Jomart Tokayev, Cazaquistão, 2011-2013
12. Michael Møller, a Dinamarca, a partir de 2013